# دارلینگ (آریزونا)
دارلینگ (به انگلیسی: Darling) یک منطقهٔ مسکونی در ایالات متحده آمریکا است که در آریزونا واقع شده‌است. دارلینگ ۱٬۸۹۸ متر بالاتر از سطح دریا واقع شده‌است.